# Recompensa (derecho)
Las recompensas son, en el Derecho de familia de algunos países, los créditos que el marido y la mujer pueden reclamarse recíprocamente por el hecho de haber soportado o haberse beneficiado exclusivamente cargas o beneficios por estar casados bajo el régimen matrimonial de sociedad conyugal.
Durante la vida de la sociedad conyugal se producen situaciones que van generando créditos o indemnizaciones, sea de uno de los cónyuges en favor de la sociedad conyugal, sea de la sociedad conyugal en favor de uno de los cónyuges y finalmente, de uno de los cónyuges en favor del otro.